# Сассо-ді-Кастальда
Сассо-ді-Кастальда (італ. Sasso di Castalda) — муніципалітет в Італії, у регіоні Базиліката, провінція Потенца.
Сассо-ді-Кастальда розташоване на відстані близько 310 км на південний схід від Рима, 20 км на південний захід від Потенци.
Населення — 818 осіб (2014).
Щорічний фестиваль відбувається 16 серпня. Покровитель — святий Рох.

## Демографія
Населення за роками:

Станом на 1 січня 2023 року в муніципалітеті офіційно проживав 21 іноземець з 8 країн, серед них 10 громадян країн Євросоюзу та 1 громадянин України.

## Сусідні муніципалітети
- Абріола
- Брієнца
- Марсіко-Нуово
- Сатріано-ді-Луканія
- Тіто